# Minuartia stellata
Minuartia stellata är en nejlikväxtart som först beskrevs av E. D. Clarke, och fick sitt nu gällande namn av René Charles Maire och Petitmengin. Minuartia stellata ingår i släktet nörlar, och familjen nejlikväxter. Inga underarter finns listade i Catalogue of Life.

## Bildgalleri

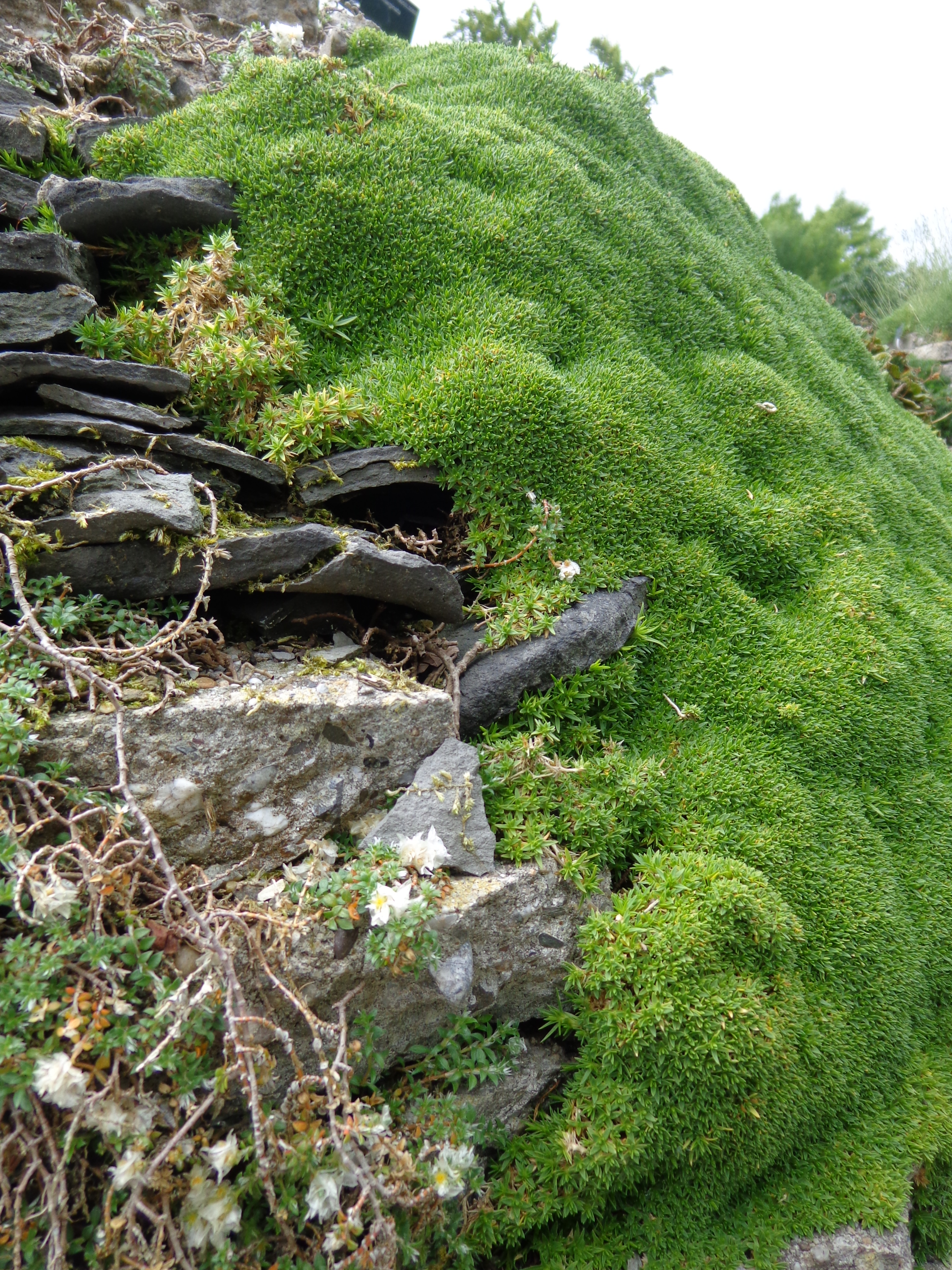
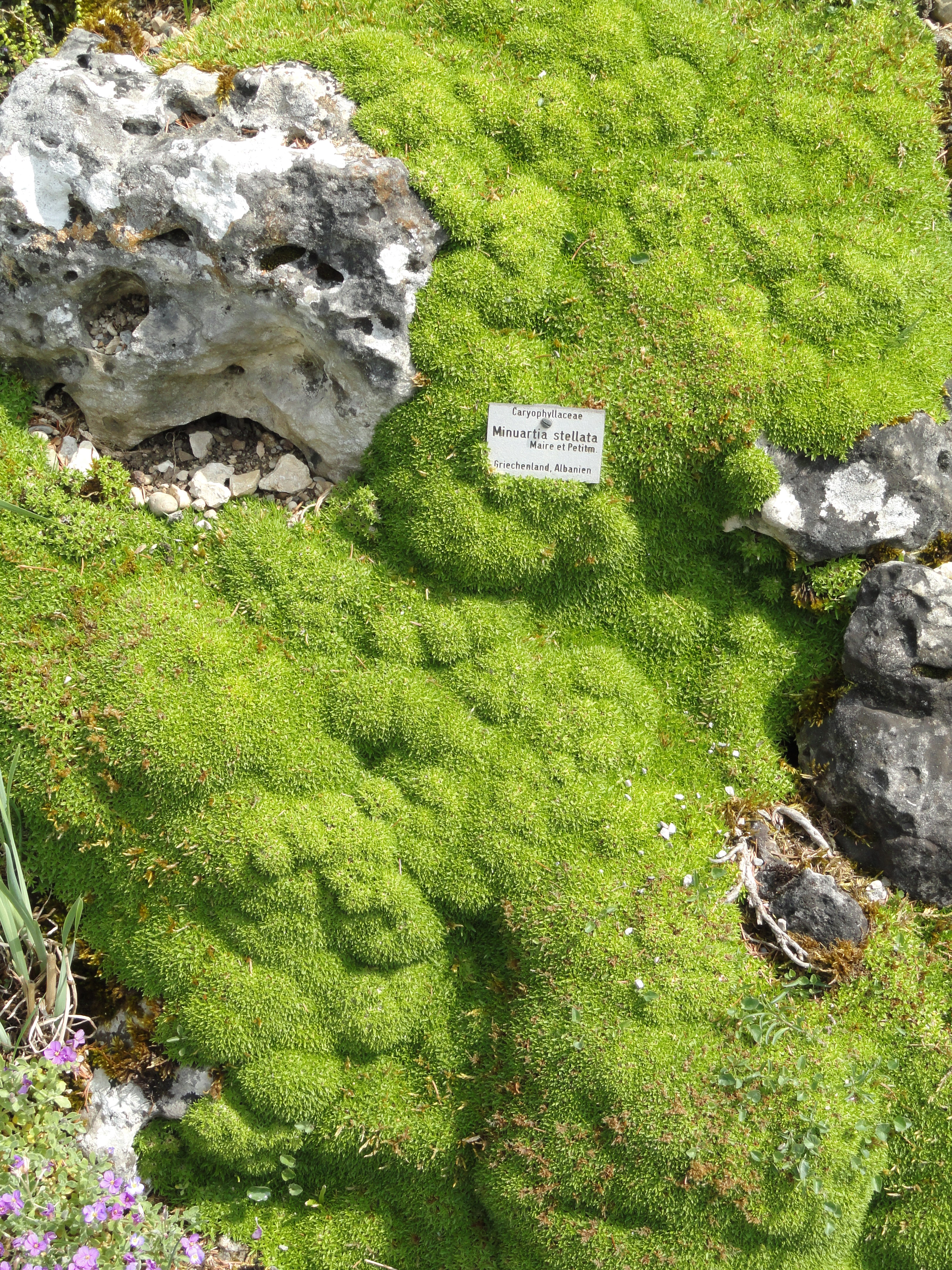
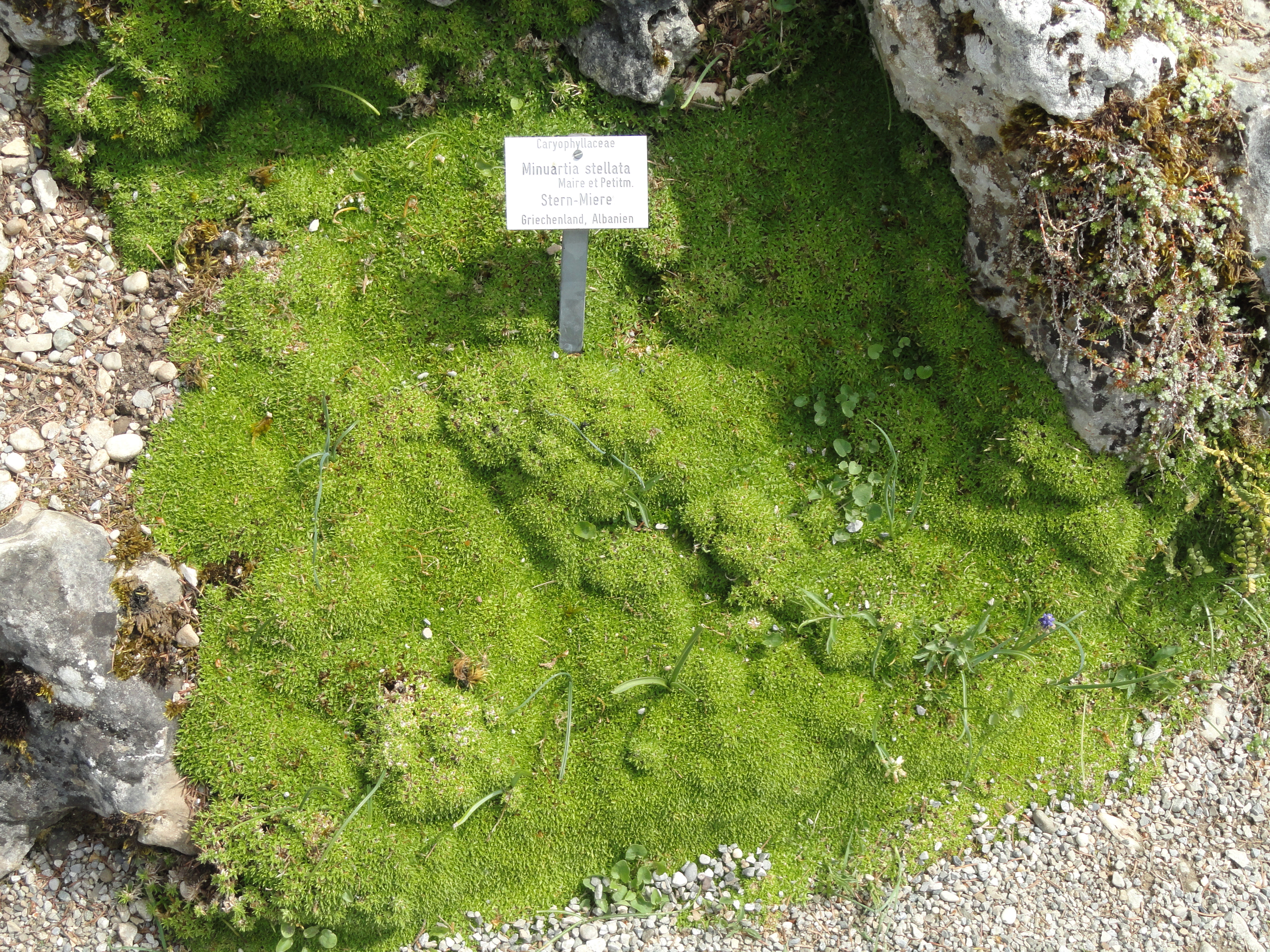
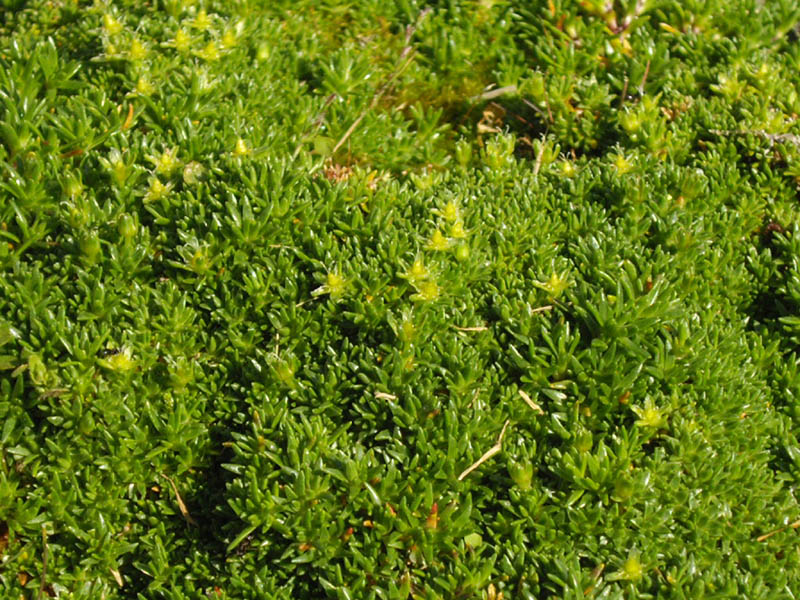
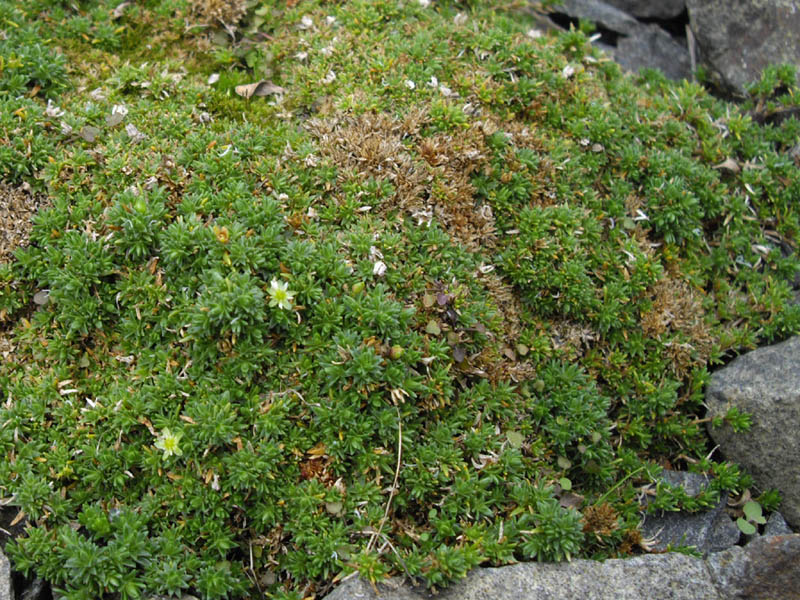
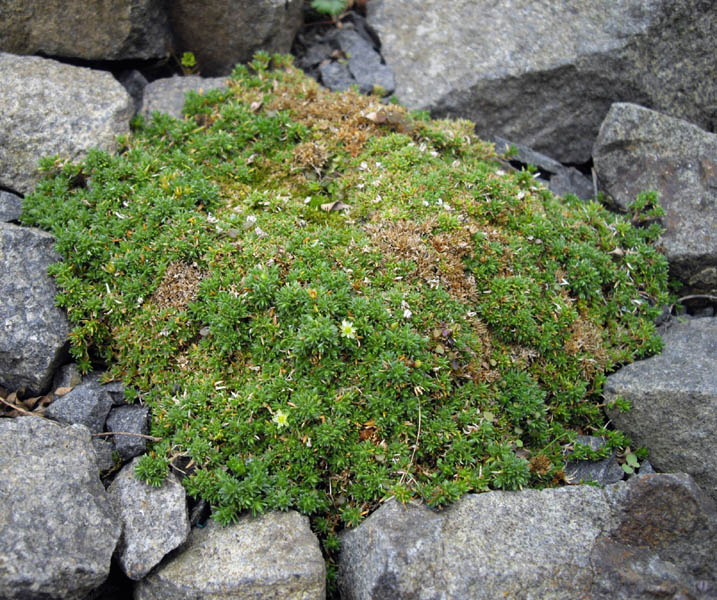